# Fieliks Leparski
Fieliks Zienowicz Leparski (ros. Феликс Зенович Лепарский) – florecista reprezentujący Rosję, uczestnik igrzysk w Sztokholmie w 1912 roku, gdzie wystartował w indywidualnym turnieju florecistów.
Zginął podczas I wojny światowej walcząc w randze kapitana Armii Imperium Rosyjskiego.